# تاريخ تطوير مركبة نظام الهبوط البشري
تُعتبر مركبة نظام الهبوط البشري (إتش إل إس) عنصرًا مهمًا في برنامج أرتيميس القمري التابع لناسا. ستنقل إتش إل إس رواد رواد الفضاء من محطة البوابة القمرية في المدار القمري إلى سطح القمر، وستعمل كموطن لهم، ثم ستعيدهم إلى محطة البوابة القمرية.
بدلًا من قيادة جهود تطوير إتش إل إس بنفسها، أوكلت ناسا هذه المهمة لشركات تجارية تنافست على تصميم هذا النظام وتطويره، وأعلنت عن مجموعة من المتطلبات. قدمت ناسا أيضًا تصميمًا مرجعيًا، لكنها شجعت الشركات التجارية على اقتراح بدائل تفي بالمتطلبات. طُلب من كل شركة تصميم وتسليم مركبتي هبوط: واحدة لمهمة اختبارية غير مأهولة على سطح القمر، والأخرى لمهمة أرتيميس المأهولة الأولى. بدأت هذه العملية في عام 2019. في الخطوة الثالثة من هذه العملية، اختير تصميم واحد، ستارشيب إتش إل إس، في عام 2021، ومن المخطط إطلاق الرحلة المأهولة الأولى في عام 2024 كجزء من مهمة أرتيميس 3.

## التصميم المرجعي
مسبار الاستكشاف المتقدم هو تصميم تابع ناسا من عام 2018 لمركبة هبوط ذات ثلاث مراحل، تمثل تصميمًا مرجعيًا لمقترحات إتش إل إس التجارية. بعد مغادرة محطة البوابة القمرية في مدارها حول القمر، ستحمل وحدة نقل مركبة الهبوط والطاقم إلى مدار قمري منخفض ثم ستنفصل. بعد ذلك، ستهبط وحدة النزول مع وحدة الصعود والطاقم على سطح القمر. يمكن أن يقضي طاقم مكون من أربعة أفراد ما يصل إلى أسبوعين على السطح قبل العودة على متن وحدة الصعود، التي ستعيدهم إلى محطة البوابة القمرية. ستبلغ كتلة الوحدات الثلاث منفصلةً نحو 12 إلى 15 طنًا متريًا وستُطلق بشكل منفصل على متن مركبات إطلاق تجارية متكاملة مع محطة البوابة القمرية. من المحتمل أن تُصمم وحدة الصعود ووحدة النقل لتكونا قابلتين لإعادة الاستخدام، بينما ستُترك وحدة النزول على سطح القمر.
في مفهوم العمليات الأساسية، سيصعد رواد الفضاء إلى مركبة الهبوط في المدار القمري الخاص بمحطة البوابة القمري الذي يتراوح ارتفاعه بين 1000 و70000 كيلومتر (620 و43500 ميل) فوق القمر، وفي المدار الدائري المنخفض الذي يبلغ ارتفاعه نحو 100 كيلومتر (62 ميل).

## التنافس على التصميم
استجابت خمس شركات لطلب ناسا لتقديم عروض تصميمية بحلول الموعد النهائي في نوفمبر 2019، وبعد تقييم العروض، اختارت ناسا ثلاث شركات. في أبريل 2020، منحت ناسا عقودًا منفصلة تبلغ كلفتها الكلية 967 مليون دولار لشركة بلو أوريجين وداينيتكس وسبيس إكس لبدء عملية التصميم خلال 10 أشهر. كانت الشركات/الفرق التي مُنحت جوائز التصميم عام 2020 هي «الفريق الوطني» بقيادة بلو أوريجين، بتمويل بقيمة 579 مليون دولار؛ وداينيتكس، بما في ذلك شركة سييرا نيفادا كوربوريشن وشركات أخرى غير مُحددة، بتمويل بقيمة 253 مليون دولار؛ وسبيس إكس، بتصميمها المبني على مركبة ستارشيب، بتمويل بقيمة 135 مليون دولار.
كان من المقرر أن تستمر مرحلة التصميم الأولي لمدة عشرة أشهر لتنتهي في فبراير 2021، لكن ناسا أخّرت عملية الاختيار والإعلان لمدة شهرين. خططت ناسا لاختيار شركتين على الأكثر بنهاية برنامج تطوير التصميم الذي استمر لـ 12 شهرًا.
قدمت الشركات عروضًا لعقود تصميم وتطوير وبناء واختبار وتقييم لمركبة إتش إل إس، بالإضافة إلى مهمتي هبوط مأهولة وغير مأهولة على سطح القمر، بسعر ثابت. قيمت ناسا العروض بناءً على ثلاثة عوامل: الجدارة التقنية والقدرة الإدارية والسعر، وقررت أن عرض سبيس إكس هو الأفضل.